# Everglow (grupo musical)
Everglow (em coreano:  hangul: 에버글로우; rr: Ebeogeullou; estilizado como EVERGLOW) é um grupo feminino sul-coreano sob a 22LABEL. O grupo é composto por quatro integrantes: E:U, Sihyeon, Onda e Aisha. Mia e Yiren anunciaram suas saídas em 2025.

## História

### Pré-estreia
Sihyeon competiu na primeira temporada do reality show da Mnet, Produce 101 em 2016. Ela terminou em 40º lugar e posteriormente assinou com a Yuehua Entertainment. Sihyeon voltou à competição para sua terceira temporada ao lado das colegas Yena e Yiren. Enquanto Yena se tornou integrante do grupo feminino IZ*ONE, Sihyeon e Yiren foram eliminadas no décimo primeiro episódio, terminando em 27º e 28º lugar, respectivamente.
Onda, sob o nome de Jo Se-rim, competiu no reality show da Mnet, Idol School. Ela foi eliminada no episódio 4, terminando em 40º lugar.
Em 17 de fevereiro de 2019, a Yuehua Entertainment revelou que eles estreariam um novo grupo feminino chamado EVERGLOW. O Instagram e Fancafe do grupo foram abertos em 18 de fevereiro. A empresa revelou as integrantes do grupo através da série "Crank in Film" no canal do YouTube da Stone Music Entertainment. As fotos conceituais de EVERGLOW foram divulgadas em 8 de março.

### 2019: Estreia comARRIVAL of EVERGLOWeHUSH

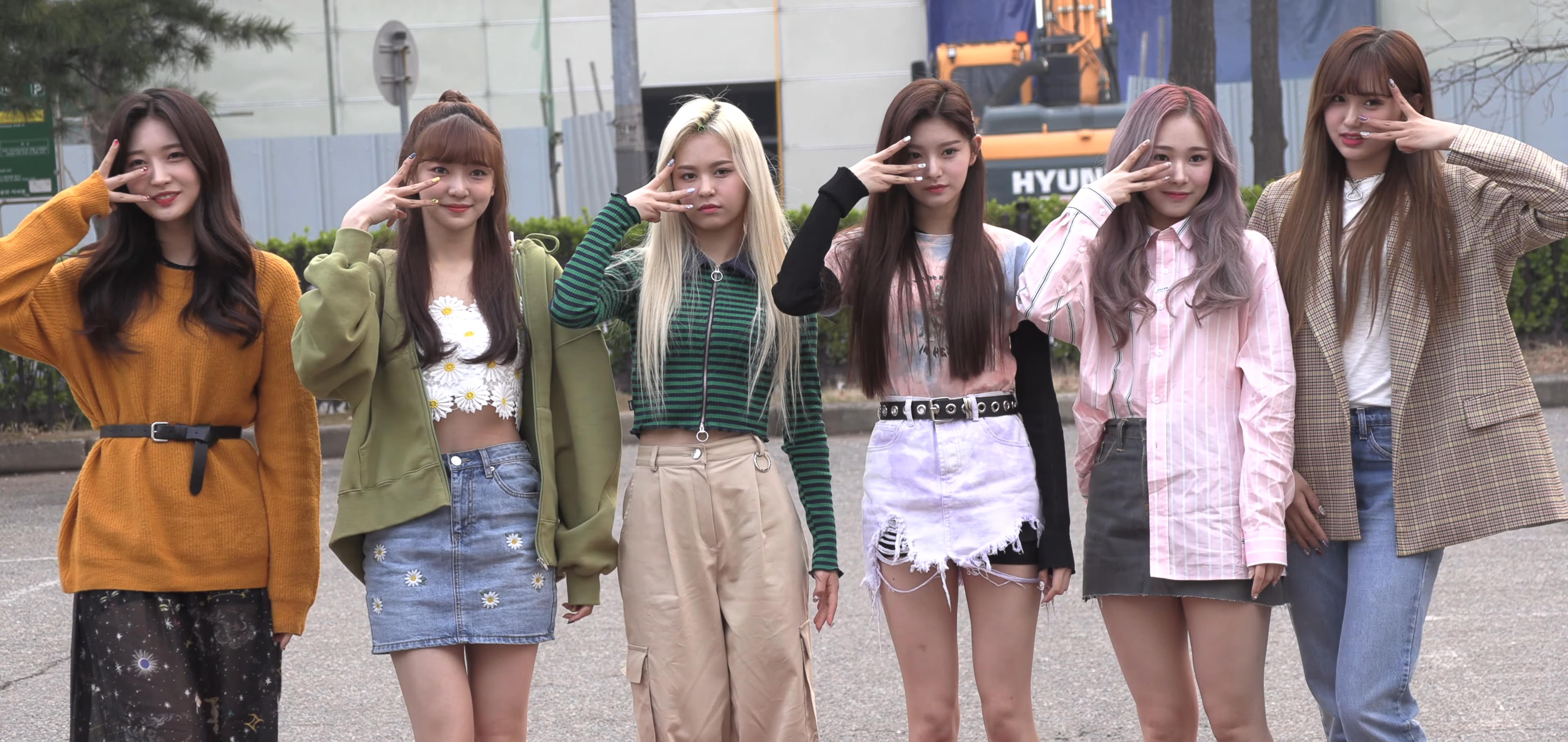
Everglow a caminho do Music Bank, em 12 de abril de 2019.

Em 18 de março de 2019, EVERGLOW lançou seu primeiro single álbum, ARRIVAL of EVERGLOW, com o single "Bon Bon Chocolat". A música foi co-escrita pela cantora e compositora americana Melanie Fontana, que já havia escrito para grupos estabelecidos, incluindo o grupo masculino BTS e a cantora Tiffany Young. O grupo estreou no dia 21 de março no programa musical da Mnet, M Countdown. EVERGLOW teve sucesso comercial com seus lançamentos; ARRIVAL of EVERGLOW estreou e alcançou a 6º posição no Gaon Album Chart, vendendo mais de 23.000 cópias em setembro de 2019, enquanto "Bon Bon Chocolat" estreou e alcançou a 5º posição na tabela World Digital Songs Sales.
Em 5 de agosto de 2019, foi revelado que o EVERGLOW voltaria em 19 de agosto com seu segundo single álbum, HUSH, e a faixa-título "Adios". Em 24 de setembro de 2019, EVERGLOW ganhou seu primeiro prêmio de transmissão de programa musical no The Show.

### 2020:reminiscencee-77.82x-78.29
Em 3 de fevereiro de 2020, o grupo lançou seu primeiro EP reminiscence com o single "DUN DUN". A canção marcou a primeira aparição de EVERGLOW em uma das tabelas de singles da Gaon, alcançando a posição 63 no componente Download Chart, enquanto o EP estreou no número 4 na tabela de álbuns e vendeu mais de 27.000 cópias em seu mês de lançamento. O videoclipe de "DUN DUN" possui mais de 250 milhões de visualizações até o momento. Em 21 de janeiro de 2020, foi anunciado que EVERGLOW embarcaria na Everlasting Tour nos EUA, começando em Dallas, Texas, em 6 de março de 2020. EVERGLOW estava programado para se apresentar em cinco cidades diferentes nos Estados Unidos, sendo Dallas, Atlanta, Chicago, Jersey City e Los Angeles. No entanto, devido a preocupações com a pandemia de COVID-19, seu show esgotado em Los Angeles infelizmente foi cancelado.
O segundo EP do grupo, -77.82X-78.29, foi lançado em 21 de setembro de 2020, junto com o single "LA DI DA" e três outras canções: "UNTOUCHABLE", "GxxD BOY" e "NO GOOD REASON". "LA DI DA" foi co-escrita pela íntegrante E:U. As fotos conceituais do grupo foram divulgadas junto com sua programação de promoções.

### 2021:Last MelodyeReturn of The Girl
Em 25 de maio de 2021, o grupo lançou seu terceiro single álbum Last Melody com o lead single "FIRST". O conceito do álbum foi descrito como "guerreiras do futuro". Durante o showcase para Last Melody, foi anunciado que o posto de líder do grupo, originalmente ocupado pela E:U, seria agora ocupado pela Sihyeon.
Em 5 de junho, "FIRST" entrou na quinta posição da Billboard World Digital Song Sales, assim como as faixas "DON'T ASK DON'T TELL" e "PLEASE PLEASE", alcançando as posições de número 20 e 21, respectivamente. Em 21 de junho, o grupo ganhou seu segundo prêmio de um programa musical no The Show, com "FIRST". 
Em 25 de agosto, o grupo lançou o seu primeiro single digital "EVERGLOW for UNICEF Promise Campaing", junto ao videoclipe da única faixa "PROMISE (for UNICEF Promise Campaing)", para a campanha da UNICEF.
Em 1 de dezembro de 2021, o grupo lançou seu terceiro EP Return of The Girl, com o lead single "Pirate".

## Integrantes
- E:U (hangul: 이유) nascida Park Ji-won (hangul: 박지원) em Hanam, Gyeonggi, Coreia do Sul em 19 de maio de 1998 (27 anos). Posições: Rapper Principal, Dançarina Principal e Sub Vocalista.
- Sihyeon (hangul: 시현) nascida Kim Si-hyeon (hangul: 김시현), em Seongnam, Coreia do Sul em 5 de agosto de 1999 (25 anos). Posições: Líder, Vocalista Líder, Visual e Face.
- Onda (hangul: 온다) nascida Jo Se-rim (hangul: 조세림), em Bucheon, Gyeonggi, Coreia do Sul em 18 de maio de 2000 (25 anos). Posições: Dançarina Líder, Visual e Sub Vocalista.
- Aisha (hangul: 아샤) nascida Heo Yoo-rim (hangul: 허유림), em Suwon, Gyeonggi, Coreia do Sul em 21 de julho de 2000 (25 anos). Posições: Rapper Líder Sub Vocalista, Dançarina, and maknae.

## Discografia

### Extended plays(EPs)
- reminiscence (2020)
- -77.82x-78.29 (2020)
- Return of The Girl (2021)

### Singleálbuns
- ARRIVAL of EVERGLOW (2019)
- HUSH (2019)
- Last Melody (2021)
- ALL MY GIRLS (2023)

## Filmografia

### Reality shows
| Ano           | Canal            | Título        | Episódios | Nota                                     |
| ------------- | ---------------- | ------------- | --------- | ---------------------------------------- |
| 2019-presente | EVERGLOW YouTube | EPICK LOG     | 55        |                                          |
| 2019          | Mnet's M2        | EVERGLOW Land | 5         | Primeira transmissão no dia 13 de agosto |
| 2020 -2021    | EVERGLOW YouTube | Secret 48     | 12        |                                          |

### Dramas
| Ano  | Canal | Título                         | Papel       | Ref.   |
| ---- | ----- | ------------------------------ | ----------- | ------ |
| 2019 | tvN   | When the Devil Calls Your Name | Elas mesmas | [ 28 ] |

### Videoclipes
| Ano  | Videoclipe                              | Diretor(es)                                           | Ref.   |
| ---- | --------------------------------------- | ----------------------------------------------------- | ------ |
| 2019 | "Bon Bon Chocolat" (hangul: 봉봉쇼콜라) | Beomjin (VM Project Architecture)                     | [ 29 ] |
| 2019 | "Adios"                                 | Woogie Kim (MOTHER)                                   |        |
| 2020 | "Dun Dun"                               | Woogie Kim (MOTHER)                                   |        |
| 2020 | "La Di Da"                              | Woogie Kim (MOTHER)                                   | [ 30 ] |
| 2021 | "First"                                 | Woogie Kim (MOTHER)                                   |        |
| 2021 | "Promise (for UNICEF Promise Campaing)" | Eunbi Jung (MOTHER)                                   |        |
| 2021 | "Pirate"                                | Kim Youngjo, Yoo Seungwoo (Naive Creative Production) | [ 31 ] |

## Concertos

### Turnês principais
- EVERGLOW: Everlasting Tour in USA (2020)
- EVERGLOW: Pulse & Heart (2024)

### Concertos Online
- 2021 EVERGLOW Online Concert 'The First' (2021)

### Participações em Concertos
- HallyuPopFest London 2022[32] (2022)
- Jeddah K-pop Festival[33] (2022)
- 2022 G-KPOP Concert[34] (2022)
- HallyuPopFest Sydney 2022[35] (2022)

## Prêmios e indicações

### Asia Artist Awards
| Ano  | Recipiente | Categoria                                     | Resultado |
| ---- | ---------- | --------------------------------------------- | --------- |
| 2019 | Everglow   | Prêmio Popularidade (Cantor)                  | Indicado  |
| 2019 | Everglow   | Prêmio Popularidade Starnews (Grupo Feminino) | Indicado  |

### Genie Music Awards
| Ano  | Recipiente | Categoria                       | Resultado |
| ---- | ---------- | ------------------------------- | --------- |
| 2019 | Everglow   | O Melhor Artista                | Indicado  |
| 2019 | Everglow   | A Nova Artista Feminina         | Indicado  |
| 2019 | Everglow   | Prêmio Popularidade Genie Music | Indicado  |
| 2019 | Everglow   | Prêmio Popularidade Global      | Indicado  |

### Mnet Asian Music Awards
| Ano  | Recipiente | Categoria                                 | Resultado |
| ---- | ---------- | ----------------------------------------- | --------- |
| 2019 | Everglow   | Artista do Ano                            | Indicado  |
| 2019 | Everglow   | Melhor Nova Artista Feminina              | Indicado  |
| 2019 | Everglow   | Top 10 da Escolha dos Fãs em Todo o Mundo | Indicado  |
| 2019 | Everglow   | Artista Feminina Favorita Qoo10 2019      | Indicado  |

### Seoul Music Awards
| Ano  | Recipiente | Categoria                                  | Resultado |
| ---- | ---------- | ------------------------------------------ | --------- |
| 2020 | Everglow   | Prêmio Novo Artista                        | Indicado  |
| 2020 | Everglow   | Prêmio Popularidade                        | Indicado  |
| 2020 | Everglow   | Prêmio Artista K-Pop Mais Popular QQ Music | Indicado  |